# Gustav von Buchwald
Gustav Friedrich Wilhelm Karl von Buchwald (* 1. September 1850 in Schwerin; † 13. März 1920 in Jena) war ein deutscher Bibliothekar, Archivar und Schriftsteller.

## Leben
Gustav von Buchwald entstammte dem alten holsteinischen, später auch mecklenburgischen Adelsgeschlecht von Buchwald(t). Er war ein Sohn des Gutsbesitzers Otto von Buchwald (1806–1889) auf Kladow (Crivitz, bis 1844) und Röntgendorf, und dessen Frau Louise Charlotte, geb. von Schoepffer (1820–1872). 
Nach dem Abitur 1870 am Fridericianum Schwerin studierte er Rechtswissenschaften sowie Altertumskunde, Sprachwissenschaft und Geschichte an den Universitäten Leipzig,
München und Kiel. In Kiel wurde er zum Dr. phil. promoviert. Ab 1875 unternahm er im Auftrag der Gesellschaft für schleswig-holsteinisch-lauenburgische Geschichte zur Vorbereitung der Schleswig-Holsteinische Regesten und Urkunden archivalische Reisen; daneben war er mit der Archivverwaltung des Klosters Preetz beauftragt.
Von 1883 bis 1913 wirkte er als Großherzoglicher Archivar, Bibliothekar und Vorsteher der Großherzoglichen Sammlung am Hof von Mecklenburg-Strelitz in Neustrelitz. In seine frühen Dienstjahre fällt die Wiederbegründung des Hauptarchivs Neustrelitz, das – später mit dem dortigen Geheimen Archiv vereint – 1935 in das Landeshauptarchiv Schwerin überführt wurde. Gegen Ende seiner Dienstzeit und einer Reihe sonderbarer Entscheidungen hatte Buchwald bei seinen Mitarbeitern den letzten Rest Autorität eingebüßt: „Ihnen grüße ich nicht,“ warf ihm auf offener Straße ein altgedienter Archivregistrator an den Kopf, den Buchwald wegen ähnlichen Autoritätsverweigerungen mehrfach vor Gericht zerrte, „Leute mit einem so gemeinen Charakter grüße ich überhaupt nicht...“. Buchwald quittierte wenige Jahre später (1913) den Dienst, ging in den vorzeitigen Ruhestand und verließ die Residenzstadt mit unbekanntem Ziel. Sein Nachfolger wurde Hans Witte. Buchwalds Nachlass gilt als verschollen.
Seit 1880 war Buchwald Mitglied im Verein für mecklenburgische Geschichte und Altertumskunde.
Er war verheiratet mit (seiner Cousine?) der Schriftstellerin Ina von Buchwald, geb. von Schöpffer (* 14. Juni 1856 in Bützow; † 5. April 1928 in Berlin), einer Tochter des Landgerichtsrats Adolph von Schöpffer, mit der er auch gemeinsam kulturhistorische Erzählungen veröffentlichte.

## Werke
- [als Hrsg.:] Friedrich Christian Karl August zu Schleswig-Holstein, Graf von Noer: Kaiser Akbar. Ein Versuch über die Geschichte Indiens im 16. Jahrhundert. Band 2. Brill, Leiden 1885
- Arnoldi Lubecensis Gregorius peccator de Teutonico Hartmanni de Aue in Latinum translatus. E. Homann, Kiel 1886
- Deutsches Gesellschaftsleben im endenden Mittelalter.
  - Band 1: Zur deutschen Bildungsgeschichte im endenden Mittelalter. 10 Vorträge. Hamann, Kiel 1885
  - Band 2: Zur deutschen Wirtschaftsgeschichte im endenden Mittelalter. 15 Vorträge. Hamann, Kiel 1887
- Beiträge zu Karl Bartsch: Sagen, Märchen und Gebräuche aus Meklenburg. 2 Bände, 1879/80
- Bischofs- und Fürstenurkunden des XII. und XIII. Jahrhunderts. Beiträge zur Urkundenlehre. Werther, Rostock 1882 (Digitalisat)

Neudrucke: Sändig, Wiesbaden 1969; 1982; Sändig, Vaduz/Liechtenstein 1987; 1993
- Festschrift zur Feier der Goldenen Hochzeit des Großherzogs und der Großherzogin von Mecklenburg-Strelitz. 1893
- Bilder aus der volkswirtschaftlichen und politischen Vergangenheit Mecklenburgs. 1893
- Der Monarchenskat: Eine schlaraffische Geschichte. Bechthold, Wiesbaden [1892]
- Die Meermaid von Amrum: Eine geheimnisvolle Geschichte. Hannover und Leipzig [1897]
- Der Ursprung des Rundlings. 1901
- Regesten aus den Fischerei-Urkunden der Mark Brandenburg. 1150-1710. Bornträger, Berlin 1903 (Digitalisat, Harvard)
- Die Segnungen der Reformation für das deutsche Volk. Eger, Leipzig 1917

[gemeinsam mit Ina von Buchwald:]
- Der Heljäger von Waldbad. 1888
- Des Weltumseglers Heimath. 1890
- Villa Möhl und mehr. 1893